# 特里尔巴杜
特里尔巴杜（法語：Trilbardou，法語發音：[tʁilbaʁdu] ⓘ）是法国法蘭西島大區塞纳-马恩省的一个市镇，属于莫城区。 

## 地理
特里尔巴杜（48°56'32"N, 2°48'21"E）面积7.95 平方千米，位于法国法蘭西島大區塞纳-马恩省，该省份为法国北部内陆省份，北起瓦兹省，西接埃松省、马恩河谷省、塞纳-圣但尼省和瓦兹河谷省，南至卢瓦雷省，东南接约讷省，东临马恩省和奥布省，东北接埃纳省。
与特里尔巴杜接壤的市镇（或旧市镇、城区）包括：沙尔芒特赖、雅布利讷、莱什、绍科南-讷夫蒙捷、马恩河畔普雷西、维涅利、维勒鲁瓦。
特里尔巴杜的时区为UTC+01:00、UTC+02:00（夏令时）。

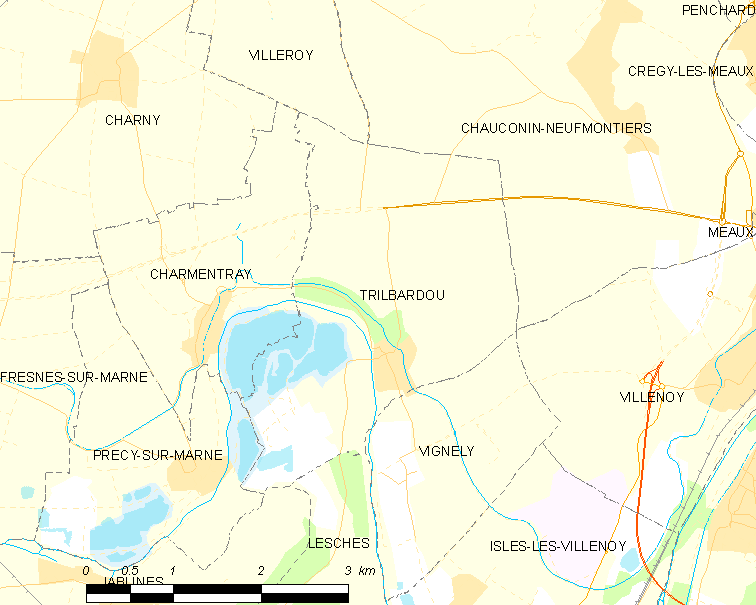
特里尔巴杜的OSM定位图

## 行政
特里尔巴杜的邮政编码为77450，INSEE市镇编码为77474。

## 政治
特里尔巴杜所属的省级选区为克莱-苏伊县。

## 人口

1962-2008年间特里尔巴杜人口变化图示

特里尔巴杜于2022年1月1日时的人口数量为692人。